# AGM-122 Sidearm
AGM-122 Sidearm là loại tên lửa không đối đất chống bức xạ của Hoa Kỳ.

## Sự phát triển
AGM-122 Sidearm được phát triển, sản xuất dựa trên mẫu tên lửa AIM-9 Sidewinder(AIM-9C), một loại đã được đưa ra khỏi trang bị chiến đấu. The AIM-9C là loại dẫn hướng bằng rada bán chủ động, được phát triển cho loại máy bay chiến đấu F-8 Crusader của Hải quân Hoa Kỳ, nhưng chỉ sử dụng trong một thời gian giới hạn. Sidearm được kiểm tra lần đầu tiên vào năm 1981. Vào năm 1984, Motorola nhận được một hợp đồng để chuyển đổi và nâng cấp những tên lửa AIM-9C thành AGM-122 tiêu chuẩn. Tổng cộng khoảng 700 tên lửa loại này đã được sản xuất giữa những năm 1986 và 1990.
Những tên lửa AIM-9C trong kho đã được cắt giảm và chúng không còn trong trang bị chiến đấu nữa. 
Tên lửa AGM -122 có khả năng chiến đấu kém hơn loại tên lửa không đối đất mới như AGM-88 HARM nhưng chúng rẻ hơn, có trọng lượng nhẹ hơn nên nó có thể được mang bởi các máy bay trực thăng chiến đấu cũng tốt như các loại máy bay chiến đấu và các máy bay ném bom.

## Các đặc tính kỹ thuật
- Chiều dài: 2,87 m (113 in)
- Sải cánh: 0,63 m (24.8 in)
- Đường kính: 12,7 cm (5 in)
- Trọng lượng: 88 kg (185 lb)
- Dẫn hướng: Rada bán chủ động.
- Đầu đạn: 11 kg (25 lb) loại nổ - sát thương WDU-31/B.
- Hệ thống đẩy: Hercules MK 36 MOD 11.
- Tốc độ: Mach 2,3
- Tầm bắn: 16,5 km (18.000 yd)